# I masnadieri
I masnadieri er en opera i fire akter af Giuseppe Verdi. Den italienske libretto, der bygger på Die Räuber af Friedrich Schiller, er skrevet af Andrea Maffei. Operaen blev uropført på Her Majesty's Theatre i London den 22. juli 1847.